# Shuswap
Los shuswap o Secwepemc son un pueblo indígena canadiense que habla una de las lenguas salish, cuyo nombre proviene de Sequa'pmug. Viven en la Columbia Británica, en la región entre el río Columbia y el río Fraser.

## Localización
Ocupaban una serie de poblados agrupados en la Kamloops-Okanagan Agency —Adams Lake, Ashcroft, Bonaparte, Deadman's Creek, Kamloops, Neskainlith o Halaut, North Thompson, Little Shushwap Lake, Spallumeheen—, la Williams Lake Agency —Alkali Lake, Canoe Creek, Clinton, Dog Creek, Fountain (ocupado por los Lillooet), High Bar, Pavilion, Soda Creek, Williams Lake— y la Kootenay Agency —Kinbasket—.

## Demografía
En 1965 eran unos 2000 individuos, que aumentaron a 3000 en 1980, de los cuales sólo 500 hablaban su lengua. En 1990, sin embargo, se calculaban en 7000 individuos. Según el censo canadiense de 2000, había 8596 indios, repartidos de la siguiente forma:
- Shushwap Nation Tribal Council, que comprende las reservas de Adams Lake (706 h), Bonaparte (752 h), Neskonlith (568 h), North Thompson (609 h), Spallumcheen (722 h), Whispering Pines/Clinton (121 h), Deadman's Creek de Savona o Skeetchestn (468 h) y Kamloops (989 h). En total, 4395 individuos.
- Cariboo Tribal Council, que comprende las reservas de Canim Lake (549 h), Canoe Creek (621 h), Soda Creek (339 h) y Williams Lake (489 h). En total, 1998 individuos.
- Fraser Thompson Indians, con las reservas Ashcroft (233 h) y High Bar (65 h) y Little Shushwap (294 h), Alkali (540 h), Enderby (722 h), Pavilion (349 h). En total, 2203 individuos.

## Costumbres
Eran hábiles pescadores de salmón y cazadores, como la mayoría de los salish, y habitaban viviendas circulares y subterráneas, de palos cubiertos con hierba.
Socialmente no tenían clanes ni divisiones complicadas, más propias de las tribus de la costa del Noroeste, pero adoptaron de ellas costumbres muy curiosas en lo que respecta a los matrimonios y funerales.

## Historia
Su historia es similar a la de las tribus de la zona, como los salish y pend oreille. En 1855 se federaron con los kalispel y adoptaron rasgos culturales de las tribus de las llanuras, como los flathead. Al mismo tiempo, el comisionado James Douglas comenzó a comprar tierras indias. En 1862 sufrieron las primeras epidemias de viruela, lo que diezmó su resistencia. En 1867 la «British America Act» dejó en manos del gobierno canadiense la negociación con los indios, y en 1881 se establecieron agentes indios. En 1884 les impidieron el comercio del salmón que pescaban, a fin se someterles económicamente. En 1894 se establecieron la mayoría de las reservas actuales. En 1916 formaron una alianza tribal con Coast Salish, Wuwutsun, Nisga'a, Tsimshian, Haida, Gitxan, Nuxálk, Tsilhqot'in, Dakelh, Kaska Dena y Ktunaxa Kinbasket. En 1960 obtuvieron derecho al voto, y en 1973 presentaron diversas denuncias en defensa de los derechos de pesca.